# Pocitový styl
Pocitový styl nebo citový styl (německy empfindsamer Stil) je označení pro hudební směr, který se objevil v baroku zhruba ve 20.-30. letech 18. století (v severním Německu až mezi lety 1740 a 1765). Svého vrcholu dosáhl citový styl v 70. letech 18. století (kdy se do něj promítly vztahy s hnutím Sturm und Drang), v době, kdy již lze hovořit o klasické hudbě.

## Srovnání galantního stylu s pocitovým stylem
Pocitový styl lze chápat jako zintenzivnění galantního stylu. Galantní styl vznikl již v pozdním baroku jako odklon od přísného polyfonního stylu. Měl některé důležité atributy: 
- blízkost k ideálu belkanta (zpěvnost, přirozenost, srozumitelnost)
- transparentní málohlasost, dominantní melodické linky
- prosté, ale efektní harmonické plynutí
- krátké, jednoduché melodické fráze, které se často opakovaly
- elegantní melodika a zdobení.

Pocitový styl měl tyto znaky:
- důraz na emoce a (po)city
- časté změny afektů
- některé hudebnědramatické paralely (František Benda, Gluckova reformovaná opera, části Mozartovy opery Idomeneo).

## Skladatelé
- Georg Philipp Telemann (1681–1767)
- Domenico Scarlatti (1685–1757): ač vrstevník Bacha a Telemanna, tvoří most k rané klasice – zejména přes cembalo v předstupni k pozdější klavírní sonátě. Jeho radost z experimentování nazvala Barbara Zuber jako „Wilde Blumen am Zaun der Klassik“ (Plané květy v trní klasiky). Španělské taneční formy a lidová hudba se objevují také ve „feudálních“ sonátách.
- Nicola Porpora (1686-1768)
- Giuseppe Tartini (1692–1770)
- Jean-Marie Leclair (1697–1764)
- Johann Joachim Quantz (1697–1773, sepsal učebnici Versuch einer Anweisung die Flöte traversiere zu spielen/Pokus o návod ke hře na příčnou flétnu (1752)
- Johann Adolf Hasse (1699–1783)
- Giovanni Battista Sammartini (1700/01–1775)
- Giovanni Battista Pergolesi (1710–1736)
- Carl Philipp Emanuel Bach (1714–1788): výstižným příkladem je jeho sonáta č. 6 (c-moll/Es-dur, Wq. 63/5, H. 74 a Wq. 63/6, H. 75), kterou zapsal do své učebnice Pokus o skutečné umění hry na klavír (1753)
- Georg Christoph Wagenseil (1715–1777)
- Jan Václav Stamic (1717–1757)
- Leopold Mozart (1719–1787), napsal Základ hry na housle / Gründliche Violinschule (1756)
- Johann Christian Bach (1735–1782), ovlivnil mladého Mozarta (Londýn 1764)
- Carl Ditters von Dittersdorf (1739–1799)